# Шаповал, Владимир Иванович (сенатор)
Владимир Иванович Шаповал (род. 17 октября 1953) — российский политик, член Совета Федерации (2004-2005).

## Биография
Родился 17 октября 1953. Образование высшее профессиональное, кандидат социологиечских наук. Окончил Киевский торгово-экономический институт. Награждён орденами Почета, Дружбы, Почётной грамотой правительства Российской Федерации (2003), двумя Почетными грамотами СФ.